# Town Centre (EP de Squid)
Albums de Squid
Lino (EP)
(2017) Bright Green Field
(7 mai 2021)
Town Centre est le deuxième EP du groupe britannique Squid, sorti le 6 septembre 2019 sur le label Speedy Wunderground (en). Le groupe prévoyait une tournée européenne à la suite de cet EP, avant la pandémie de covid-19.

## Liste des pistes
| Liste des pistes de Town Centre | Liste des pistes de Town Centre | Liste des pistes de Town Centre | Liste des pistes de Town Centre | Liste des pistes de Town Centre | Liste des pistes de Town Centre | Liste des pistes de Town Centre | Liste des pistes de Town Centre | Liste des pistes de Town Centre | Liste des pistes de Town Centre |
| No                              | Titre                           | Durée                           |                                 |                                 |                                 |                                 |                                 |                                 |                                 |
| ------------------------------- | ------------------------------- | ------------------------------- | ------------------------------- | ------------------------------- | ------------------------------- | ------------------------------- | ------------------------------- | ------------------------------- | ------------------------------- |
| 1.                              | Savage                          | 4:59                            |                                 |                                 |                                 |                                 |                                 |                                 |                                 |
| 2.                              | Match Bet                       | 4:18                            |                                 |                                 |                                 |                                 |                                 |                                 |                                 |
| 3.                              | The Cleaner                     | 7:33                            |                                 |                                 |                                 |                                 |                                 |                                 |                                 |
| 4.                              | Rodeo                           | 6:14                            |                                 |                                 |                                 |                                 |                                 |                                 |                                 |
| 23:04                           |                                 |                                 |                                 |                                 |                                 |                                 |                                 |                                 |                                 |